# Оружие возмездия (рассказ)
«Оружие возмездия» — рассказ современного российского писателя Виктора Пелевина, опубликованный в 1990 году.

## Содержание
Название рассказа взято из ряда проектов нацистской Германии под общим названием «Оружие возмездия» по разработке нового вида оружия для перелома хода Второй мировой войны. В начале действительно перечисляются разные существовавшие проекты, затем рассказ переходит в область мрачной фантастики, как союзники искали оружие возмездия, как Сталин использовал по отношению к англичанам и американцам блатные угрозы, подозревая обман и так далее.
Так же как и в жизни, никакого оружия найдено не было. Но автор утверждает, что на самом деле оружие существовало и даже было использовано, а именно психологическое оружие в виде слухов о грозном оружии возмездия: «с появлением и распространением слухов об оружии возмездия оно возникает само». В заключение автор касается итогов применения оружия против СССР, «хотя можно обойтись и без слов, тем более, что они горьки и не новы». Чтобы увидеть итоги действия оружия, достаточно подойти к окну утром на цыпочках, слегка отогнуть штору и выглянуть в окно.

## Особенности
Данный рассказ Пелевина составляет определённый цикл вместе с рассказами «Реконструктор (Об исследованиях П. Стецюка)», «Откровение Крегера (Комплект документации)» и «Музыка со столба», сюжеты которых перекликаются. В частности, в «Оружии возмездия» упоминается пьяный приближённый Сталина, стреляющий в маршала «стальной оперённой иглой из духовой трубки». Это явная отсылка к «Реконструктору», где роль Сталина одно время исполняли три собутыльника, главным оружием которых была трубка с отравленными иглами. В «Оружии возмездия» также цитируется вымышленная книга «Память огненных лет» П. Стецюка (рассказ «Реконструктор» представляет собой псевдорецензию на эту книгу).
Нарратор «Оружие возмездия» как и в «Реконструкторе» высказывается о книге «Память огненных лет» уничижительно. Эту книгу он называет малоинтересной, указывает на «развязный тон и неумные обобщения П. Стецюка», но в то же время отмечает, что некоторые его мысли могут быть интересны. Процитированный фрагмент книги «Память огненных лет» представляет собой квинтэссенцию идеи рассказа «Оружие возмездия»: «Реальность словам придают люди». Пелевин намеренно дистанцируется от произведения, иронизируя над текстом, и, таким образом, снижая пафос написанного.
В этом рассказе Оружие возмездия конструируется из множества метафор, хотя изначально физически отсутствует. Однако оно начинает себя проявлять в результате коллективной веры. Существуя лишь в сознании людей, Оружие возмездия начинает выполнять свою функцию — разрушать или изменять реальность. Размышляя о принципах равновесия, нарратор приводит пример со свечой и зеркалом: если каким-то образом поместить в зеркало отражение свечи, то она должна материализаваться перед зеркалом. Однако сделать это невозможно. Пропаганда же способна создать симулякр, который в итоге породит и его «отражаемое», то есть оригинал.

## Публикация
Рассказ впервые опубликован в сборнике фантастики «Музей человека» (1990), а также вошёл в состав первого авторского сборника Пелевина «Синий фонарь» (1991).